# Жолт Дер
Жолт Дер (рођен 25. марта 1983. у Суботици) је професионални бициклиста и репрезентативац Србије. Тренутно вози у италијанском тиму „Ћентри дела калцатура“.

## Спортска биографија
Жолт Дер је освојио титулу сениорског првака Балкана (елита) у дисциплини хронометар, на такмичењу које је одржано 2008. године у Новом Пазару. На трци „Кроз Србију“ у јуну 2009. заузео је друго место у укупном пласману уз два постља - други у четвртој и трећи у седмој етапи. Носио је и жуту мајицу после четврте етапе. У јулу 2009. године је освојио 35. „Геменц куп“ у Мађарској.
Од сезоне 2011. прелази у екипу Раднички из Крагујевца. Побеђује етапу на Трци око Грчке, Етапу на Трци кроз Војводину, српски Класик Београд Чачак, постаје државни првак у вожнји на хронометар и државни првак на друму.
Био је кандидат за одлазак на Олимпијске игре у Лондону 2012. године.